# Шуон, Фритьоф
Фритьо́ф Шу́он (нем. Frithjof Schuon, шейх Иса Нур ад-Дин Ахмад; 18 июня 1907, Базель — 5 мая 1998, Блумингтон) — швейцарский философ-метафизик, автор работ в области сравнительного религиоведения, исследователь традиционного искусства и цивилизации, художник и поэт.

## Биография
Принадлежал к кругу философов-традиционалистов, наряду с Рене Геноном, Юлиусом Эволой, Анандой Кумарасвами, Титусом Буркхардтом и другими мыслителями синкретического направления.

## Память
В 2003 году сэр Джон Тавенер написал вокальный цикл «Schuon lieder», посвящённый вдове Шуона — Кэтрин, на 19 небольших стихотворений из более чем трёх тысяч, сочинённых Шуоном в основном в последние годы жизни.

## Труды

### Издания на русском языке
- Кумарасвами А., Шуон Ф., Итон Г. Внезапный удар. — Тамбов, 2021. — 184 с.
- Шуон Ф., Кумарасвами А., Буркхардт Т. Очерки интегральной антропологии. — Тамбов, 2021. — 176 с.
- Генон Р., Эвола Ю., Шуон Ф., Кумарасвами А. Свет и тени. — Тамбов, 2012. — 120 с.
- Эвола Ю., Шуон Ф., Генон Р. Касты и расы. — Тамбов, 2010. — 168 с. — ISBN 978-5-88934-450-6.
- Шуон Ф. Очевидность и тайна. — М.: Номос, 2007. — 384 с. — ISBN 978-5-9900868-2-1.
- Шуон Ф. Избранные сочинения. — Каунас: Балтийос Арас, 1996. — 586 с. — ISBN 9986-694-15-9.